# Ondřej Mihálik
Ondřej Mihálik (* 2. dubna 1997 Jablonec nad Nisou) je český profesionální fotbalista, který hraje za český klub FC Hradec Králové. Je také bývalým českým mládežnickým reprezentantem.

## Klubová kariéra
S fotbalem začínal stejně jako jeho otec v Janově nad Nisou, ale pak přešel do Jablonce. V 1. české lize debutoval 13. září 2014 proti 1. FK Příbram (výhra 4:1).
Dne 25. ledna 2018 přestoupil do týmu AZ Alkmaar hrající nejvyšší holandskou soutěž.

## Reprezentační kariéra
Nastupoval za české reprezentace U16 a U17.
Stal se kapitánem české reprezentace do 18 let, s ní na Memoriálu Václava Ježka obsadil 3. místo. Ondřej Mihálik se stal nejlepším střelcem turnaje.[kdy?]

## Osobní život
Jeho otec Štefan Mihálik byl také fotbalista.